# Allotrichoma jubae
Allotrichoma jubae är en tvåvingeart som beskrevs av Canzoneri 1987. Allotrichoma jubae ingår i släktet Allotrichoma och familjen vattenflugor.
Artens utbredningsområde är Sudan. Inga underarter finns listade i Catalogue of Life.